# Ne sait pas
« Ne sait pas » est une modalité de réponse utilisée par les sciences sociales et le marketing durant leurs enquêtes par questionnaire pour permettre à l'enquêté de manifester positivement son incapacité à fournir une réponse à une question posée par l'enquêteur ou auto-administrée. En ce sens, elle doit être distinguée de la non-réponse, qui est l'absence totale de réponse même lorsqu'un item blanc est explicitement proposé au répondant oralement ou par écrit. Lors de la saisie informatique des données récoltées, elle est généralement abrégée sous la forme « NSP », qui sert aussi lors du traitement.

## Enjeu méthodologique
L'utilisation ou non de la modalité est un enjeu pour le chercheur, car sa présence dans le questionnaire peut inciter les personnes questionnées à renoncer à des réponses utiles qu'elles feraient effectivement en son absence. D'un autre côté, ne pas y recourir, c'est risquer d'obtenir de nombreuses réponses faites sans conviction de nature à introduire un biais statistique dans les résultats finaux. En outre, cela ne permet pas une distinction entre les enquêtés qui admettraient positivement ne pas savoir répondre et ceux qui sauteraient la question sans pour autant pouvoir l'admettre, ce qui serait donc une non-réponse. Dans le cadre d'un sondage d'opinion politique, par exemple, cela revient à risquer de confondre des électeurs susceptibles de recourir au vote blanc et des abstentionnistes potentiels.